# امارپورا
امارپورا (به انگلیسی: Amarpura) یک منطقهٔ مسکونی در هند است که در راجستان واقع شده‌است.